# Agencja do Spraw Inwestycji Zagranicznych

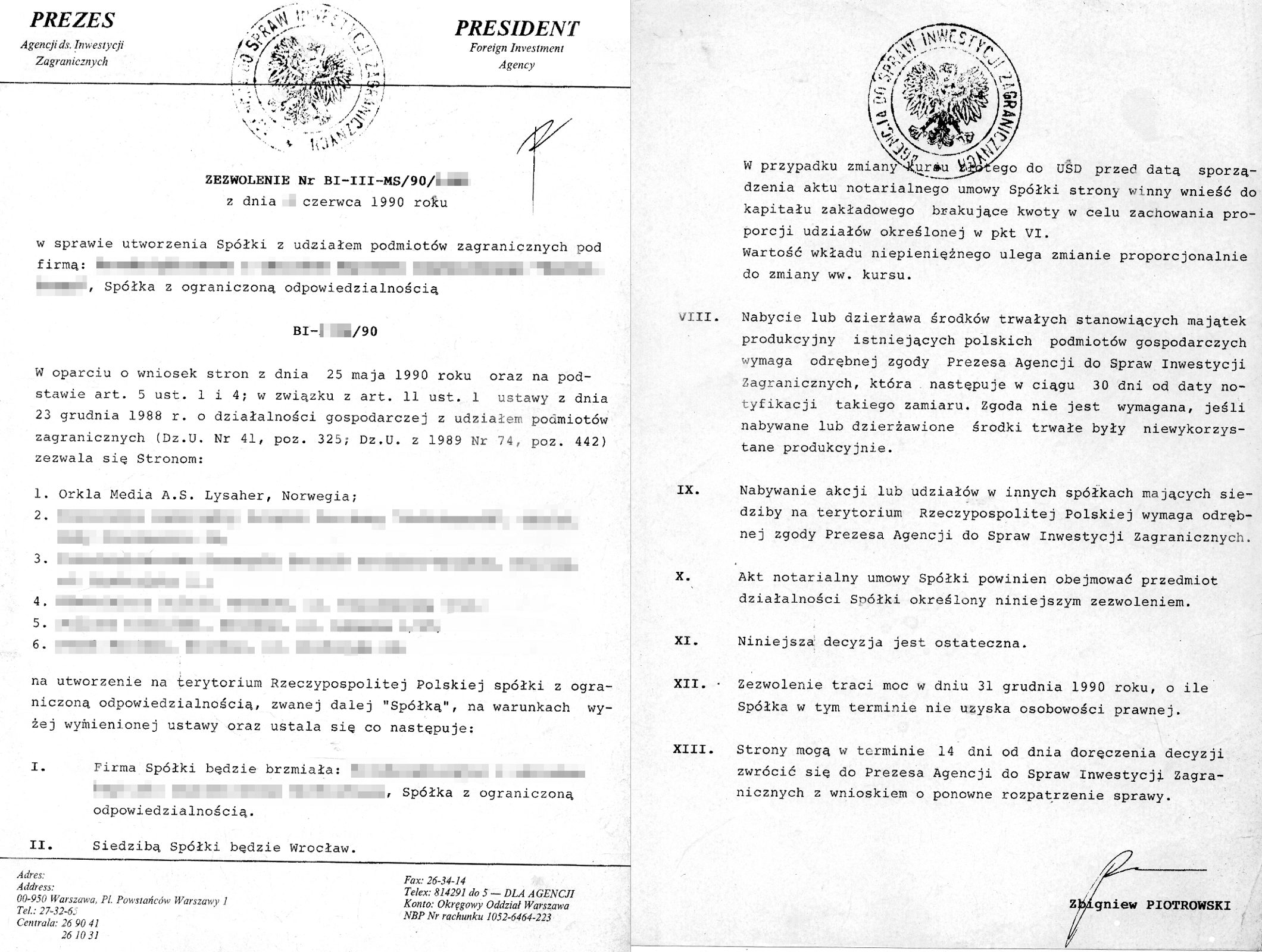
Zezwolenie Prezesa Agencji Zbigniewa Piotrowskiego udzielone spółce joint-venture w trakcie jej tworzenia w czerwcu 1990

Agencja do Spraw Inwestycji Zagranicznych – nazwa utworzonej w 1989 roku polskiej agencji państwowej, przekształconej w 1992 w Państwową Agencję Inwestycji Zagranicznych, a w 2003, po połączeniu z Polską Agencją Informacyjną, w Polską Agencję Informacji i Inwestycji Zagranicznych S.A.
W roku 1990 siedziba Agencji mieściła się w Warszawie przy pl. Powstańców Warszawy nr 1, tj. pod adresem, pod którym dziś mieści się Komisja Nadzoru Finansowego.

## Opis
Agencja do Spraw Inwestycji Zagranicznych działała na podstawie zapisów ustawy z dnia 23 grudnia 1988 r. (Dz. U. Nr 41, poz. 325 z wprowadzoną rok później zmianą: Dz. U. z roku 1989 Nr 74, poz. 442) o działalności gospodarczej z udziałem podmiotów zagranicznych i regulowała zasady tworzenia i funkcjonowania przedsiębiorstw z kapitałem zagranicznym (tzw. spółek typu joint venture, zarówno akcyjnych, jak z o.o.) w Polsce w okresie transformacji ustrojowej na przełomie lat 80. i 90.
Ustawa z 1988 roku tworzyła Agencję do Spraw Inwestycji Zagranicznych jako aparat wykonawczy Prezesa tej Agencji, powoływanego przez premiera na wniosek Ministra Współpracy Gospodarczej z Zagranicą i podlegającego premierowi. Zadaniem Prezesa Agencji było przede wszystkim – zgodnie z Art.4 ust.4 p.1 Ustawy – opracowywanie założeń i realizacja polityki państwa w zakresie współpracy kapitałowej z zagranicą.
Kluczowe aspekty związane z tworzeniem w tamtych czasach spółek joint venture to konieczność występowania wspólników z wnioskiem do Agencji o wyrażenie zgody na utworzenie spółki, co w rezultacie – po uzyskaniu zgody, zawiązaniu spółki i rozpoczęciu działalności gospodarczej – skutkowało okresowym (trzyletnim) zwolnieniem z obowiązku uiszczania przez nowo utworzoną spółkę podatku dochodowego, a także zwolnieniem z cła przywozowego maszyn i urządzeń przeznaczonych do prowadzenia określonej w zezwoleniu działalności gospodarczej, zarówno sprowadzanych w związku z rozpoczęciem funkcjonowania spółki, jak i nabywanych przez spółkę lub podmioty działające na jej zlecenie przez pierwsze trzy lata po rozpoczęciu działalności. Zwolnienie z podatku dochodowego mogło zostać przedłużone przez Prezesa Agencji o maksymalnie kolejne trzy lata, jeśli utworzona spółka prowadziła działalność gospodarczą w preferowanych dziedzinach, określonych przez Radę Ministrów.
Zgodnie z treścią Ustawy (Art.5 ust.1) Prezes Agencji rozważając wniosek o udzielenie zezwolenia brać powinien pod uwagę oczekiwane rezultaty utworzenia spółki, a w szczególności wdrożenie nowoczesnych rozwiązań technologicznych i organizacyjnych, produkcję i działalność proeksportową oraz prorynkową (w tym przede wszystkim zaopatrzenie rynku wewnętrznego w nowoczesne towary i usługi wysokiej jakości) oraz ochronę środowiska naturalnego. Zezwolenia nie udzielano natomiast, jeśli planowane przedsięwzięcie mogłoby stanowić zagrożenie interesów gospodarczych państwa, wpływać negatywnie na ochronę środowiska lub na bezpieczeństwo i obronność państwa albo zagrażać tajemnicy państwowej.
Jednym z warunków udzielenia zezwolenia było wprowadzenie przez wspólnika zagranicznego nie mniej niż 25 milionów złotych (sprzed denominacji) w walucie zagranicznej, czyli równowartości (na początku 1990 r.) około dwóch i pół tysiąca dolarów USA; kwota ta mogła być wprowadzona zarówno w formie pieniężnej, jak i niepieniężnej (aportem), przy czym udział zagraniczny nie mógł być mniejszy, niż 20% kapitału zakładowego tworzonej spółki.
Zezwolenia Agencji wymagały także późniejsze (po utworzeniu spółki) przekształcenia własnościowe w spółce (kupno, sprzedaż, emisja lub umorzenie udziałów, zmiany w proporcjach przysługujących zysków), a także zmiana zakresu jej działalności.